# Miquel Soler
Miquel Soler Sarasols (Sant Esteve d'en Bas, 16 marzo 1965) è un allenatore di calcio ed ex calciatore spagnolo, di ruolo difensore.

## Carriera

### Club
Giocò nella Primera División del campionato spagnolo con Espanyol, Barcellona, Atlético Madrid, Siviglia, Real Madrid, Real Saragozza e Maiorca.

### Nazionale
Con la nazionale spagnola conta 9 presenze. Prese parte al campionato d'Europa 1988.

## Palmarès

### Club

#### Competizioni nazionali
- Coppa di Spagna: 3

Barcellona: 1989-1990
Atletico Madrid: 1991-1992
Maiorca: 2002-2003
- Campionato spagnolo: 2

Barcellona: 1990-1991, 1992-1993
- Supercoppa di Spagna: 2

Barcellona: 1992
Maiorca: 1998

#### Competizioni internazionali
- Coppa delle Coppe: 1

Barcellona: 1988-1989
- Supercoppa UEFA: 1

Barcellona: 1992